# Жезничак, Якуб
Я́куб Жезни́чак (пол. Jakub Rzeźniczak; род. 26 октября 1986, Лодзь) — польский футболист, защитник клуба «Висла» из города Плоцк. Выступал за сборную Польши.

## Клубная карьера
В 2003 году Якуб дебютировал в составе местного клуба «Видзев». В начале карьеры он играл в центре защиты. Через год молодого защитника пригласила в свой состав варшавская «Легия», но не сумев сразу закрепиться в основе, через два сезона Жезничак вернулся в «Видзев» на правах аренды. В 2007 году «Легия» вернула защитника, после чего Жезничак занял прочное место в основе.
В составе «Легии» Жезничак стал шестикратным обладателем национального кубка, а также четырёхкратным чемпионом страны.
6 июля 2017 года перешёл в азербайджанский клуб «Карабах» (Агдам).

## Международная карьера
Якуб Жезничак был игроком основы молодёжной сборной Польши, а в 2008 году в товарищеском матче против сборной Сербии дебютировал в национальной сборной. Всего за национальную сборную сыграл 9 матчей в период 2008—2014 годов.

## Достижения
«Легия»
- Чемпион Польши (5): 2005/06, 2012/13, 2013/14, 2015/16, 2016/17
- Обладатель Кубка Польши (6): 2007/08, 2010/11, 2011/12, 2012/13, 2014/15, 2015/16
- Обладатель Суперкубка Польши: 2008

«Карабах»
- Чемпион Азербайджана (2): 2017/18, 2018/19